# Ясенецкое
Ясене́цкое (укр. Ясенецьке) — посёлок, входит в Винницкий район Винницкой области Украины.
Постоянное население согласно переписи 2001 года отсутствовало. Почтовый индекс — 22536. Телефонный код — 4358. Код КОАТУУ — 522283604.
Единственная улица в Ясенецком — ул. 1-го Мая (укр. вул. Першотравнева), на которой стоят три дома. Местный совет был расположен в доме 1.
До 2022 года посёлок входил в состав Липовецкого района. В 2020 году в ходе административно-территориальной реформы Липовецкий район был ликвидирован, посёлок вошёл в состав Винницкого района.